# Abraxas seminigra
Abraxas seminigra là một loài bướm đêm trong họ Geometridae.